# Tamatoa III
Tamatoa III Raiatea, altrimenti noto solo come Tamatoa III (Raiatea, ca. 1757 – Raiatea, 10 luglio 1831), è stato gran capo (ari'i rahi) di Raiatea, autoproclamandosi re dal 1820 e mutando il proprio titolo in re di Raiatea e e Taha'a nel 1830 sino alla propria morte nel 1831..

## Biografia
Nato come nipote di Tamatoa II, gran capo di Raiatea (già capo di Opoa), Tamatoa alla morte del nonno paterno nel 1803 ne assunse la carica come legittimo successore dal momento che suo padre, il principe Teri'i-ve-tearai Rofa'i, gli era premorto.
Nel 1820, seguendo l'esempio di altri domini nell'area dell'attuale Polinesia francese, si proclamò sovrano di Raiatea conducendo nel giro di breve tempo una strabiliante campagna militare che lo portò alla conquista anche della vicina isola di Taha'a nel 1830. Decise a questo punto di mutare il proprio titolo per sé e per i propri eredi in "re di Raiatea e Taha'a".
Morì nel 1831, lasciandogli a succedere il figlio Tamatoa IV.

## Matrimoni e figli
Tamatoa III si sposò in prime nozze con la nobile locale Mai-he'a dalla quale ebbe un figlio maschio e tre femmine:
- Teri'i-na-vaho-roa
- Te-tu-paia-vahine, Ari'i di Opoa
- Te-ru-ria-vahine
- Hapai-taha'a-vahine

Rimasto vedovo della prima moglie, si risposò con Te-hani dalla quale ebbe due figli maschi e una femmina:
- Te-moe-ha'a
- Ara-po
- Te-ha'ame'ame'a

Rimasto nuovamente vedovo, si risposò con Hapai-taha dalla quale ebbe un solo figlio:
- Vetea-ra'i U'uru, Ari'i di Opoa

## Ascendenza
|                                    |   |                                | Genitori                              |  |  | Nonni |  |  | Bisnonni         |  |  | Trisnonni     |  |
|                                    |   |                                |                                       |  |  |       |  |  | Tautu di Raiatea |  |  | Tu di Raiatea |  |
|                                    |   |                                |                                       |  |  |       |  |  | Tautu di Raiatea |  |  | Tu di Raiatea |  |
|                                    |   | Pupa-'ura-i-vai-ahu di Raiatea |                                       |  |  |       |  |  | Tautu di Raiatea |  |  |               |  |
| Tamatoa II di Raiatea              |   |                                |                                       |  |  |       |  |  | Tautu di Raiatea |  |  |               |  |
|                                    |   | Te-unu-ha'eha'a di Bora Bora   | Teponuioreihana di Bora Bora          |  |  |       |  |  |                  |  |  |               |  |
|                                    |   | Te-unu-ha'eha'a di Bora Bora   | Teponuioreihana di Bora Bora          |  |  |       |  |  |                  |  |  |               |  |
|                                    |   | Te-unu-ha'eha'a di Bora Bora   | Teatuanui Iterai Mateata di Bora Bora |  |  |       |  |  |                  |  |  |               |  |
| Teri'i-ve-tearai Rofa'i di Raiatea |   | Te-unu-ha'eha'a di Bora Bora   |                                       |  |  |       |  |  |                  |  |  |               |  |
|                                    |   | …                              | …                                     |  |  |       |  |  |                  |  |  |               |  |
|                                    |   | …                              | …                                     |  |  |       |  |  |                  |  |  |               |  |
|                                    |   | …                              | …                                     |  |  |       |  |  |                  |  |  |               |  |
| Te-ao-i-na-ni'a di Raiatea         |   | …                              |                                       |  |  |       |  |  |                  |  |  |               |  |
|                                    |   | …                              | …                                     |  |  |       |  |  |                  |  |  |               |  |
|                                    |   | …                              | …                                     |  |  |       |  |  |                  |  |  |               |  |
|                                    |   | …                              | …                                     |  |  |       |  |  |                  |  |  |               |  |
| Tamatoa III                        |   | …                              |                                       |  |  |       |  |  |                  |  |  |               |  |
|                                    | … | …                              |                                       |  |  |       |  |  |                  |  |  |               |  |
|                                    | … | …                              |                                       |  |  |       |  |  |                  |  |  |               |  |
|                                    | … | …                              |                                       |  |  |       |  |  |                  |  |  |               |  |
| …                                  | … |                                |                                       |  |  |       |  |  |                  |  |  |               |  |
|                                    |   | …                              | …                                     |  |  |       |  |  |                  |  |  |               |  |
|                                    |   | …                              | …                                     |  |  |       |  |  |                  |  |  |               |  |
|                                    |   | …                              | …                                     |  |  |       |  |  |                  |  |  |               |  |
| Marama di Huahine                  |   | …                              |                                       |  |  |       |  |  |                  |  |  |               |  |
|                                    |   | …                              | …                                     |  |  |       |  |  |                  |  |  |               |  |
|                                    |   | …                              | …                                     |  |  |       |  |  |                  |  |  |               |  |
|                                    |   | …                              | …                                     |  |  |       |  |  |                  |  |  |               |  |
| …                                  |   | …                              |                                       |  |  |       |  |  |                  |  |  |               |  |
|                                    |   | …                              | …                                     |  |  |       |  |  |                  |  |  |               |  |
|                                    |   | …                              | …                                     |  |  |       |  |  |                  |  |  |               |  |
|                                    |   | …                              | …                                     |  |  |       |  |  |                  |  |  |               |  |
|                                    |   | …                              |                                       |  |  |       |  |  |                  |  |  |               |  |